# فرودگاه پارشال–هانکینس
 فرودگاه پارشال-هانکینس (به انگلیسی: Parshall-Hankins Airport) یک فرودگاه همگانی بهره‌برداری هوایی است که یک باند فرود آسفالت دارد و طول باند آن ۹۷۵ متر است. این فرودگاه در کشور ایالات متحده آمریکا قرار دارد و در ارتفاع ۶۱۹ متری از سطح دریا واقع شده است.